# P-lot
P:lot (sprich Pilot) ist eine deutsche Alternative-Rock-Band aus Köln.

## Geschichte
P:lot existiert bereits seit 1997, allerdings eher als Studioprojekt von Alexander Freund und Andreas Kaufmann. Erst als 2002 Ben Argandona als fester Schlagzeuger dazukommt, entwickelt sich P:lot zur (Live-)Band weiter.
Auf einem Konzert im Jahr 2004 wurde die Band von Wolfgang Rohde entdeckt, der ihnen einen Vertrag seines Labels Goldene Zeiten anbot.
Als Reaktion auf die strukturelle Wandlung innerhalb der Musikindustrie hat die Band beschlossen, selbst als Label zu fungieren.
Am 13. Februar 2009 traten P:lot für das Bundesland Saarland beim Bundesvision Song Contest 2009 an und belegten den 14. Platz.
Im Februar 2010 veröffentlicht die Band den Soundtrack zum Film Friedensschlag, der bei den Internationalen Filmfestspielen Berlin Premiere feiert.
Ihr drittes Album trägt den Namen Zuhören. Offizieller Veröffentlichungstag ist der 23. März 2012. Bei drei der insgesamt elf Stücke schrieb Sängerin Naima Husseini bei den Texten mit.

## Diskografie
- 2004: Debut
- 2008: Mein Name Ist
- 2010: Friedensschlag (Soundtrack)
- 2012: Zuhören